# Gnathochorisis abruptus
Gnathochorisis abruptus là một loài tò vò trong họ Ichneumonidae.